# Костоперска базилика
Костоперската базилика (на македонска литературна норма: Костоперска базилика) е раннохристиянска православна базилика, чиито руини са открити на Костоперската карпа (Жеглиговския камен), край кумановското село Младо Нагоричане, Северна Македония.

## Местоположение
Базиликата е разположена в центъра на Костоперската карта.

## Описание
Базиликата е трикорабна с нартекс. Датира от V век. Разкопана е в 1983 - 1986 година.